# INIT Innovation in Traffic Systems
Die init innovation in traffic systems SE ist ein deutsches Unternehmen, das IT-Lösungen für den öffentlichen Personenverkehr bietet. Der Konzernhauptsitz befindet sich in Karlsruhe.

## Geschichte
Init wurde am 7. März 1983 als Universitäts-Spin-off von Gottfried Greschner gegründet. Mit INIT USA gründete das Unternehmen 1999 die erste Niederlassung im Ausland. Der Gang an die Börse erfolgte 2001. Seit 2003 ist die AG am regulierten Markt der Deutschen Börse im Prime Standard gelistet. Seitdem hat sich das Unternehmen internationalisiert und ist durch Übernahmen und Beteiligungen gewachsen. 2017 erfolgte die Umfirmierung in eine Europäische Aktiengesellschaft (Societas Europaea).

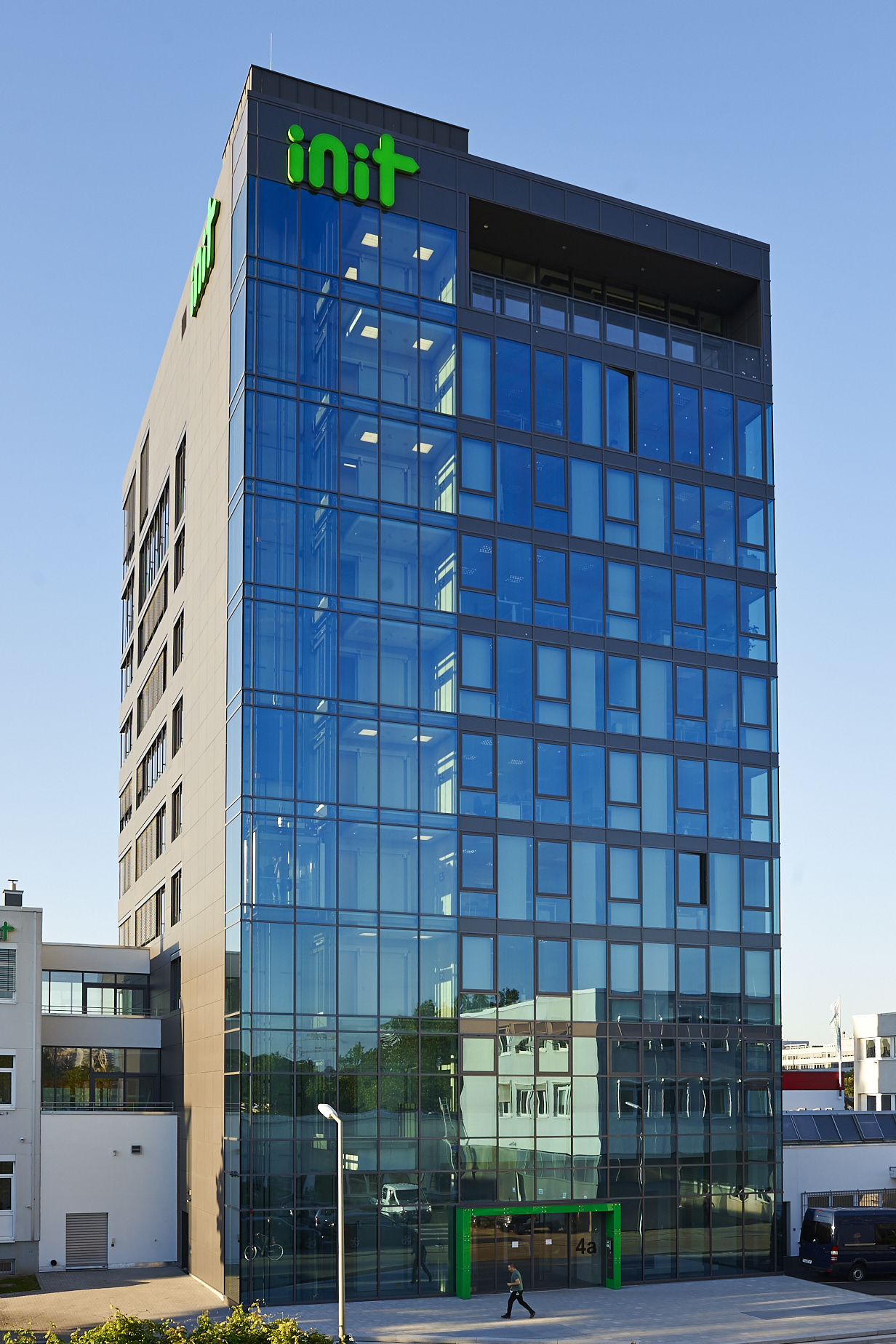
Hauptsitz in Karlsruhe

## Organisation
Neben dem Hauptsitz in Karlsruhe hat Init Niederlassungen in den USA, Kanada, Australien, Neuseeland, Dubai, Abu Dhabi, Singapur, Großbritannien, Frankreich, Finnland, Irland, Österreich und Schweiz. Hundertprozentige Töchter der init SE sind INIT GmbH, INIT Inc., INIT Asia-Pacific Pte. Ltd., INIT PTY LTD, INIT Innovations in Transportation NZ Ltd., Init Innovation in Traffic Systems FZE, Init Innovation Traffic Systems L.L.C., INIT Innovations in Transportation Ltd, INIT Swiss AG, HanseCom GmbH, INIT Mobility Software Solutions GmbH, inola GmbH, iris GmbH und Mattersoft Oy. Außerdem verfügt die init SE über Beteiligungen an der CarMedialab GmbH.
Der Vorstand der SE setzt sich zusammen aus dem Gründer Gottfried Greschner (CEO), Jürgen Greschner (CSO), Marco Ferber (CFO), Matthias Kühn (COO) sowie Jörg Munz. Im Aufsichtsrat sitzen Dipl.-Ing. Andreas Thun (Vorsitzender), Ulrich Sieg, Prof. Michaela Dickgießer, Christina Greschner und Johannes Haupt.

## Produkte
Init entwickelt Soft- und Hardware für Aufgaben von Verkehrsunternehmen. Diese umfassen Planung und Disposition, Fahrkarten- und Fahrgeldmanagement, Betriebssteuerung, Fahrgastinformation, Analyse, Elektromobilität und Dienstleistungen für Kunden. Durch einen modularen Aufbau sollen die Komponenten der Produkte einzeln eingesetzt oder in vorhandene Systeme integriert werden können. 
Anwendungsfelder sind beispielsweise das Aufrechterhalten der Taktung von Bussen insbesondere im Stadtverkehr, die Überwachung der Belegung von Verkehrsmitteln, das Abwickeln verschiedener elektronischer Zahlungsmethoden für Verkehrsdienstleistungen oder das Zeitmanagement von Einsatz- und Ladephasen elektrisch betriebener Fahrzeuge. Im Jahr 2021 hatte das Unternehmen weltweit rund 1100 Kunden.

## Eigentümerstruktur
Die Familie Greschner verfügt über rund 40 Prozent der Init-Aktien und ist damit größter Anteilseigner (Stand 2021).